# 姚令言
姚令言（？—784年），是唐代河中（今山西运城）人。
自幼從军，最初隶屬泾原（今甘肅涇原）节度使馬璘，以戰功授金吾大将军同正。入朝擔任太常卿，兼御史中丞。官至涇原節度使。建中四年（783年），淮西节度使李希烈反叛，汝行營節度使哥舒曜被圍，孤軍無援；十月，德宗诏姚令言率镇兵前往援救。姚令言率五千士卒抵長安，當時天寒地凍，士兵又累又餓，京兆尹王翔只賞賜粗飯。涇原兵不滿王翔犒賞太少，於是嘩然兵變。
姚令言當时人在宫中，闻讯后快马前往勸解未果。德宗急令每人賞賜布帛二匹，眾人益怒，用箭射中使，涇原兵與李忠臣、張光晟等擁立朱泚為主帥，攻入長安，與河北各藩鎮相呼應。唐德宗只得倉皇出逃，是為涇原兵變。朱泚登基後，以姚令言为侍中，源休为同知政事，令言又建議“杀郡王、王子，王孙凡七十七人”。晚宴時，姚令言喝醉，與源休論功，自比蕭何，源休则认为只有自比堪比萧何、姚令言只可做曹参，人皆笑源休“火迫酂侯”。不久，李怀光在澧泉擊潰朱泚军。姚令言隨朱泚逃往吐蕃，至径州，田希鑑閉門不納，一部分泾原籍的士兵杀姚令言，並斩其首向田希鑑投降，传首長安。

## 延伸阅读
[在维基数据编辑]
 《舊唐書/卷127》，出自刘昫《舊唐書》